# Julieta Szönyi
Julieta Szönyi, née le 13 mai 1949 à Timișoara (République populaire roumaine) et morte le 18 avril 2025, est une actrice roumaine de cinéma.

## Biographie

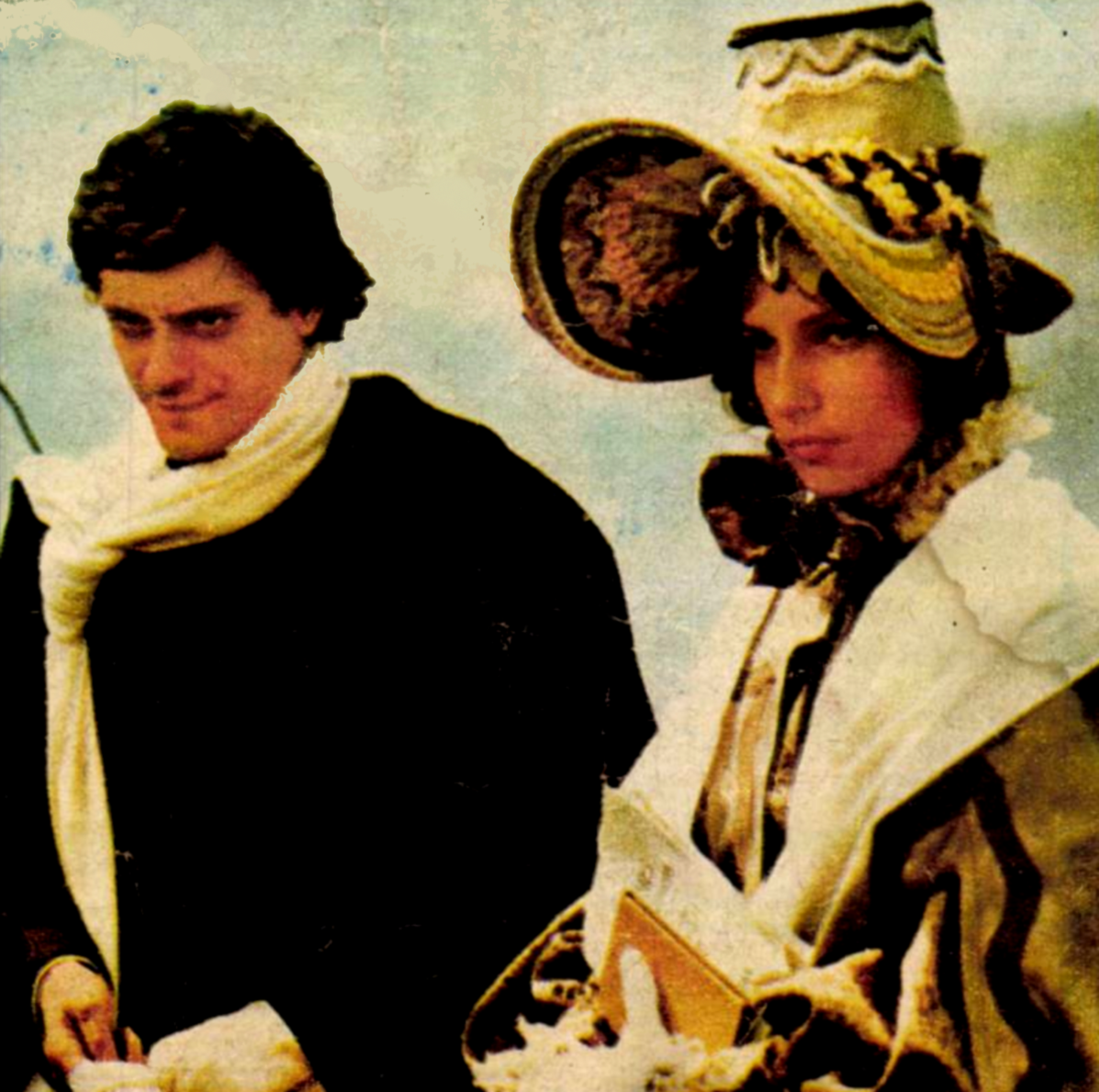
Julieta Szönyi (dans le rôle de Catița Fanache) et Adrian Pintea dans Falansterul en 1979.

Julieta Szönyi est la fille du peintre Ștefan Szönyi. Elle a déménagé à Bucarest à l'âge de 4 ans. Elle est diplômée de l'Institut de Théâtre et de Cinématographie « Ion Luca Caragiale » et a joué de nombreux rôles sur la scène de théâtre à Pitești.
Ses rôles les plus connus au cinéma et à la télévision sont celui d'Otilia dans le film Félix et Otilia (1972, d'après le roman du même nom de George Călinescu) et celui d'Adnana dans le feuilleton Toate pînzele sus (1976, d'après le roman épicène (en français : Toutes voiles dehors) de l’écrivain Radu Tudoran).
Julieta Szönyi meurt le 18 avril 2025 à l’âge de 75 ans.

## Filmographie
- 1971 Les Mariés de l'an II, réalisé par Jean-Paul Rappeneau
- 1972 Félix et Otilia, réalisé par Iulian Mihu

- 1977 Toate pînzele sus (série télévisée) - épisodes 1, 4-6 et 8-12
- 1978 Catherine Teodoroiu
- 1979 Falansterul, réalisé par Savel Știopul
- 1979 Heure zéro, réalisé par Nicholas Corjos
- 1981 Bonjour, land arrière-grand-mère!..., réalisé par Nicholas Corjos
- 1981 Lumières et ombres (série télévisée)
- 1983 Trésor, réalisé par Iulian Mihu
- 1984 Mythique Popescu, réalisé par Manole Marcus
- 1989 Ceux qui paient de leur vie, réalisé par Serban Marinescu
- 2019 La Gomera, réalisé par Corneliu Porumboiu
- 2020 Est - Dittatura Last Minute, réalisé par Antonio Pisu